# كأس النرويج 1934
كأس النرويج 1934 (بالنرويجية: Norgesmesterskapet i fotball for menn 1934)‏ هو الموسم 33 من كأس النرويج. أشرف على تنظيمه اتحاد النرويج لكرة القدم، وفاز فيه نادي ميوندالن.